# Hubert Dragaschnig

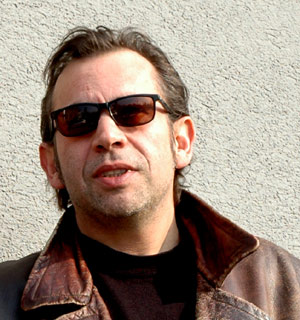
Hubert Dragaschnig

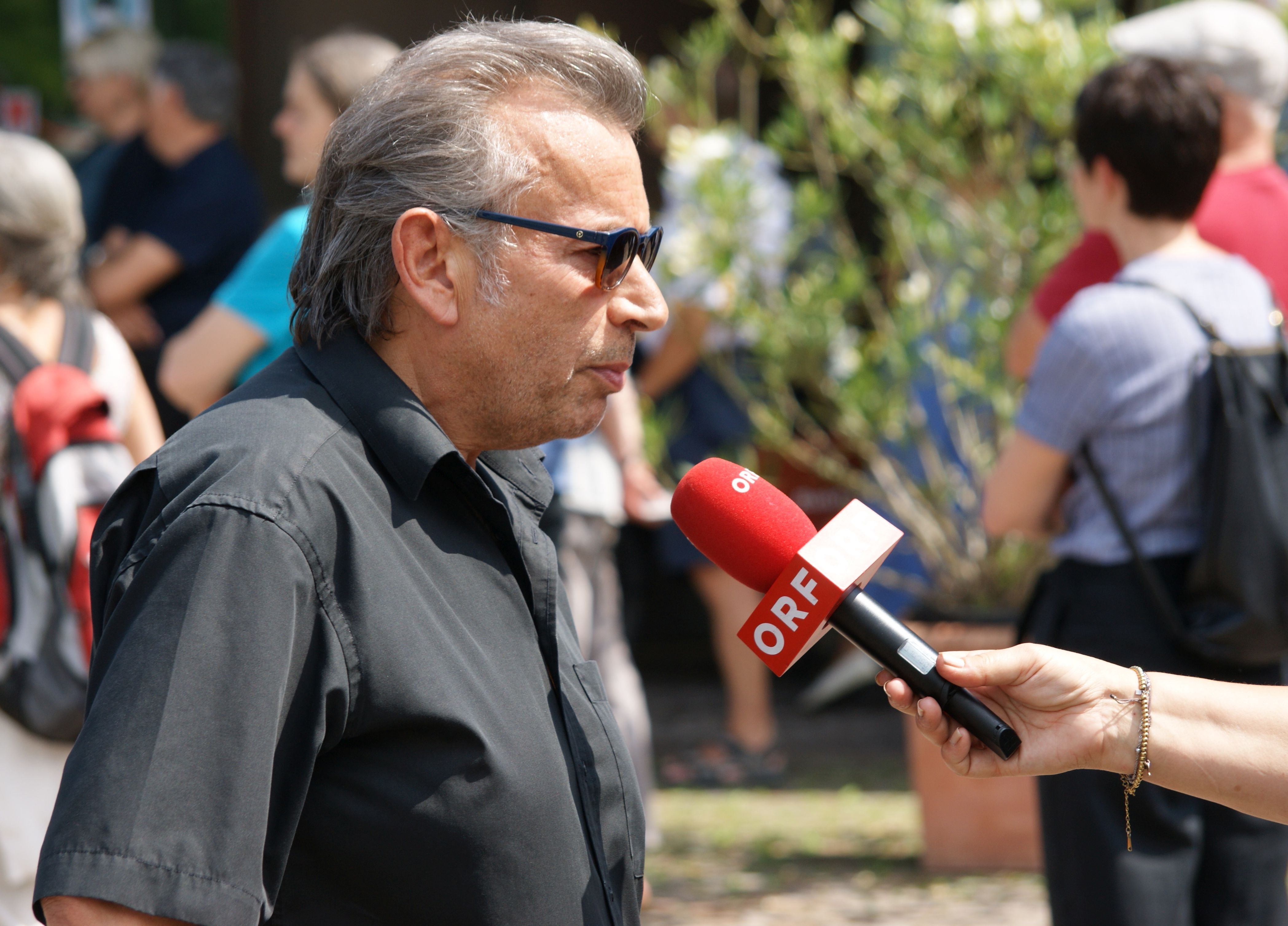
Hubert Dragaschnig am 6. Juli 2021 anlässlich einer Demonstration für die Flüchtlinge in den Lagern in Lesbos vor dem Landhaus in Vorarlberg beim Interview mit dem ORF.

Hubert Dragaschnig (* 26. Mai 1959) ist Gründer und künstlerischer Leiter des Theater Kosmos in Bregenz, Autor und Regisseur von Hörspielen.

## Leben
Dragaschnig wuchs in Vorarlberg auf. 1978 begann er mit künstlerischen Arbeiten und war Gründungsmitglied des Vorarlberger Autorenverbandes. Von 1991 bis Herbst 2000 war er Produktionsleiter bei den Bregenzer Festspielen und betreute in dieser Funktion den Bereich Schauspiel, das heißt, unter anderem die Zusammenarbeit mit dem Theater für Vorarlberg, dem Deutschen Theater Berlin, dem Volkstheater Wien sowie Der Kreis mit George Tabori, Theater Maribor.
Dragaschnig lebt als freier Schauspieler und Regisseur in Bregenz.

## Hauptrollen
- Vorarlberger Volks- u. Wanderbühne
- Sapperlot frohlocket, UA, Dragaschnig
- Das Kreuz von Hohenems, UA, M. Köhlmeier
- Theater am Kirchplatz (FL), Leonce und Lena, Butterbrot
- Stadttheater St. Gallen, Charly Brown (Musical)
- Theater m.b.H., Wien, Bilder v. Traurigen Ereignissen ÖEA
- Theater für Vorarlberg, Von Mäusen und Menschen
- Theater am Saumarkt, Zibulsky..., UA, Edgar Hilsenrath, Männer in der Stadt, UA, M. Köhlmeier
- Bregenzer Festspiele, Der liebe Augustin, UA, M. Köhlmeier
- Altona Theater, (Hamburg), Holzers Peep Show

 Hauptrollen am Theater Kosmos u. a. 
- Der Disney Killer (Presley), 1996
- Lederfresse (Er), 1998
- Fitzfinger, ab geht er! ÖE, (Schott), 1999
- Unter der Gürtellinie ÖE, (Hanrahan), 2000
- Kochen mit Elvis ÖE, (Dad), 2000
- Hysterikon ÖE, (Kassierer), 2003
- Ballerina UA, (Karl), 2003
- Bandscheibenvorfall ÖE, (Kruse), 2004
- Der Kissenmann (Katurian), 2004
- Untertagblues (Wilder Mann), 2005
- Thom Pain ÖE, (Thom Pain), 2007
- Heiliges Land (Yad), 2008
- Der Hässliche (Scheffler), 2008

## Inszenierungen
- Figurentheater Stuttgart, Metamorphosen, UA, H. Huber
- Studio Theater Stuttgart, Laura und Lott, P. Shaffer
- Studio Theater Stuttgart, Die Nacht der Tribaden, P.O.Enquist
- Theater k.l.a.s., Nordost, Torsten Buchsteiner

 Inszenierungen am Theater Kosmos 
- Trainspotting, Irvine Welsh, 1998
- Die Vergewaltigung, Sadallah Wannus, 1999
- Ich gehe fort, Alexej Slapovskij, 2000
- Pera Palas, Sinan Ünel, 2001
- Nestor, Michael Köhlmeier, 2002
- Die Direktoren, Daniel Besse, 2002
- Das letzte Band, Samuel Beckett, 2003
- Vorher Nachher, Roland Schimmelpfennig, 2005
- NippleJesus, Nick Hornby, 2005
- Das Maß der Dinge, Neil LaBute, 2007
- Nordost, Torsten Buchsteiner, 2007

## Diverses
- Autor und Regisseur von mehreren Hörspielen und Features beim ORF (Ich oder Was, Klangschau, Atlantis, Auf welcher Hoffnung reitest du nach Deutschland (Hörspielpreis)) sowie schauspielerische Mitwirkung bei zahlreichen Hörspielproduktionen wie u. a. March Movie, M. Köhlmeier.
- Einladung zum Prix Italia,
- Der Flop, E. Wünsch,
- Conrad, Köhlmeier / Klein,
- Die Pickwickier, Ch. Dickens.
- 50 Jahre Bregenzer Festspiele
- Symphonikertag
- Tag der offenen Tür, Bregenzer Festspiele
- Eröffnung des Zubaues des Festspiel u. Kongresshauses
- 1993 bis 1999 Konzeptionist und künstlerischer Leiter beim Fest des Kindes bei den Bregenzer Festspielen.
- 2001 – Bühnenbild für Spoonface Steinberg von Lee Hall (Theater KOSMOS).
- 2001 – Dramaturgie für Fünf im gleichen Kleid von Alan Ball (Theater KOSMOS).
- 2001 – Dramaturgie für Dublin Carol, Conor McPherson (Theater KOSMOS).
- Soloprogramme und Performances in Österreich und Deutschland
- Mitwirkung bei mehreren Fernsehproduktionen (u. a. Die wilden Kinder, Monika Helfer, Christian Berger, Gschichten aus Österreich)

## Auszeichnungen
- 2020: Toni-Russ-Preis gemeinsam mit Augustin Jagg[1][2]